# Nikon D40
Nikon D40 – cyfrowa lustrzanka jednoobiektywowa. Wprowadzono ją do sprzedaży 16 listopada 2006 roku.

## Galeria

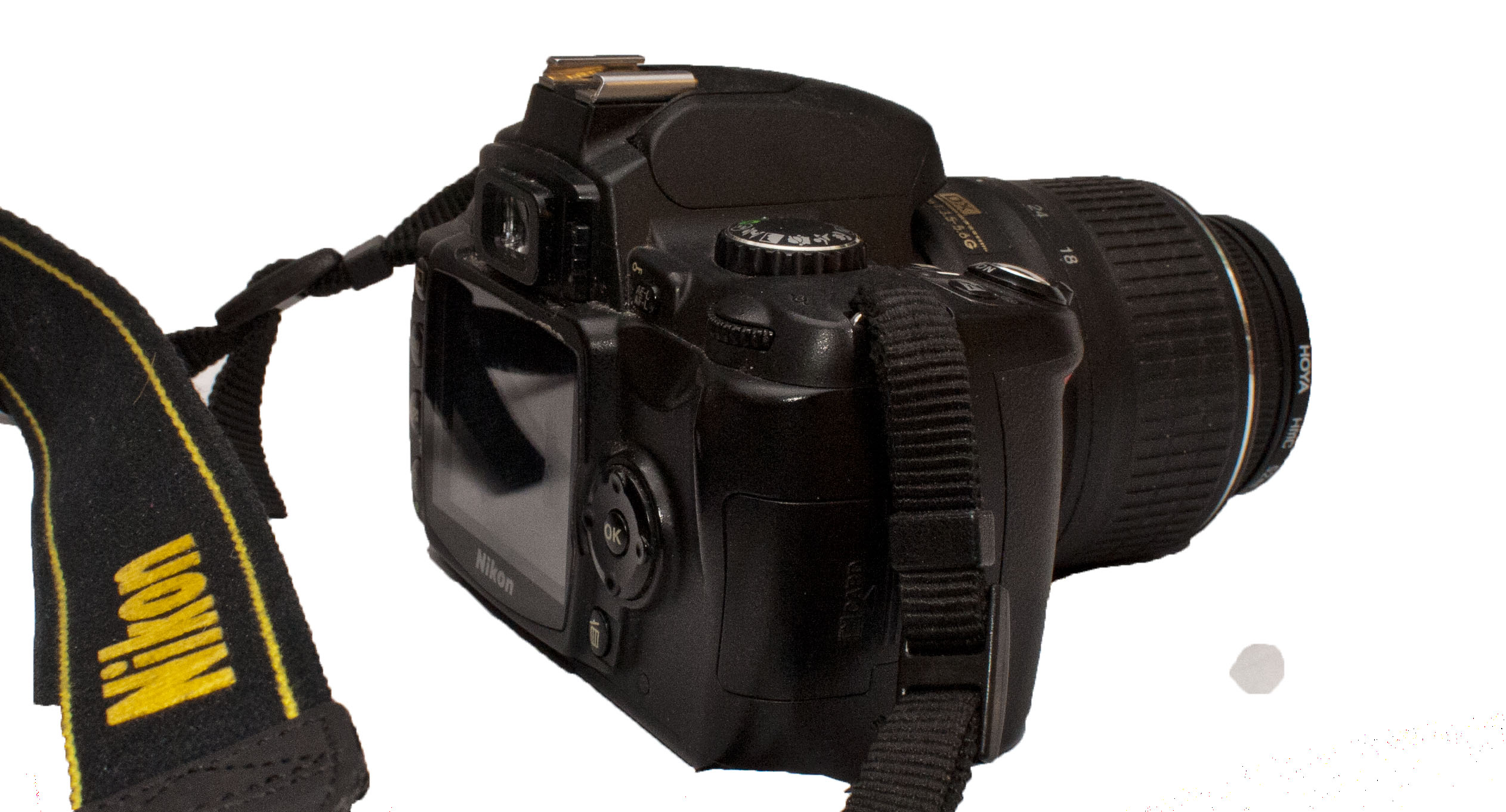
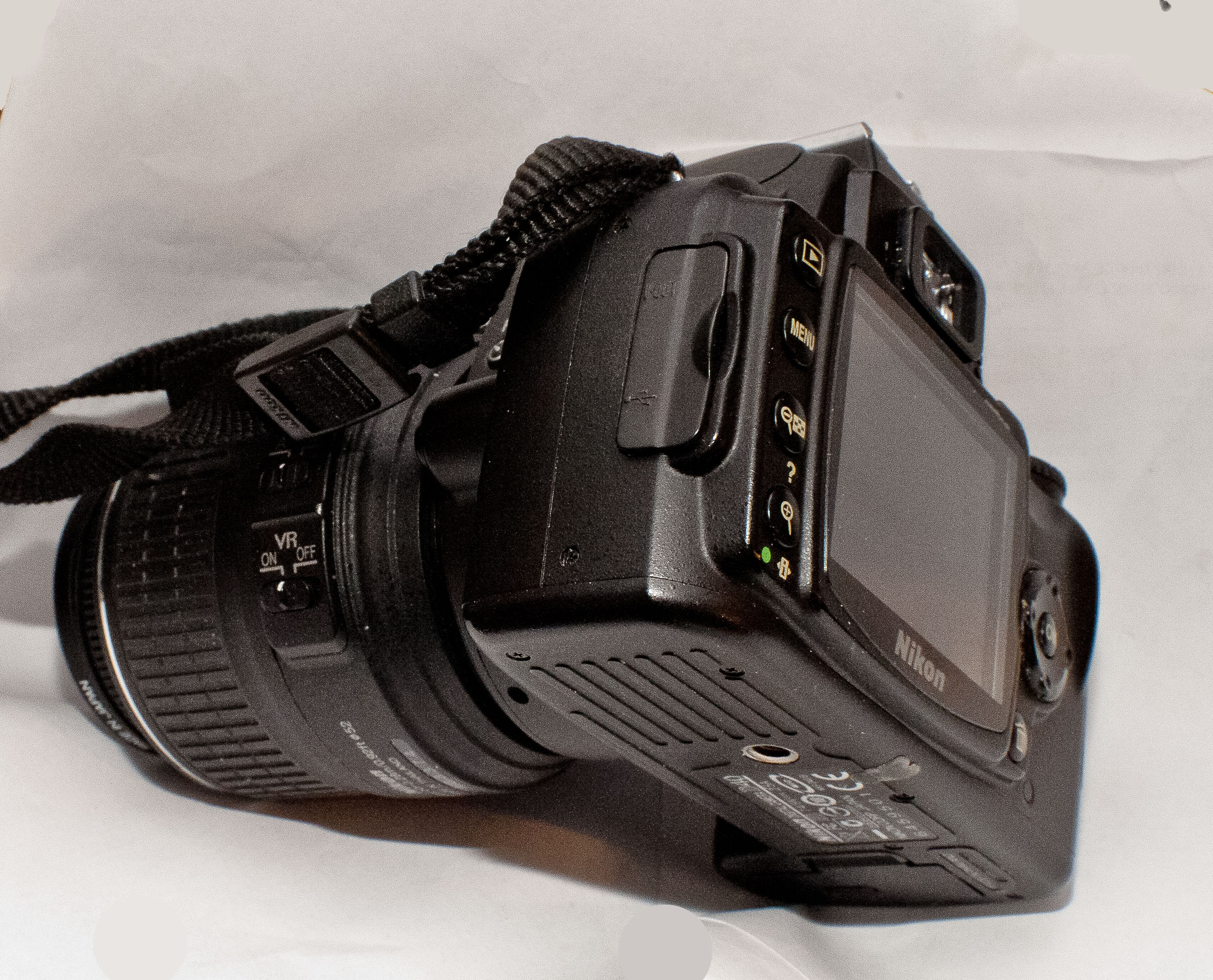
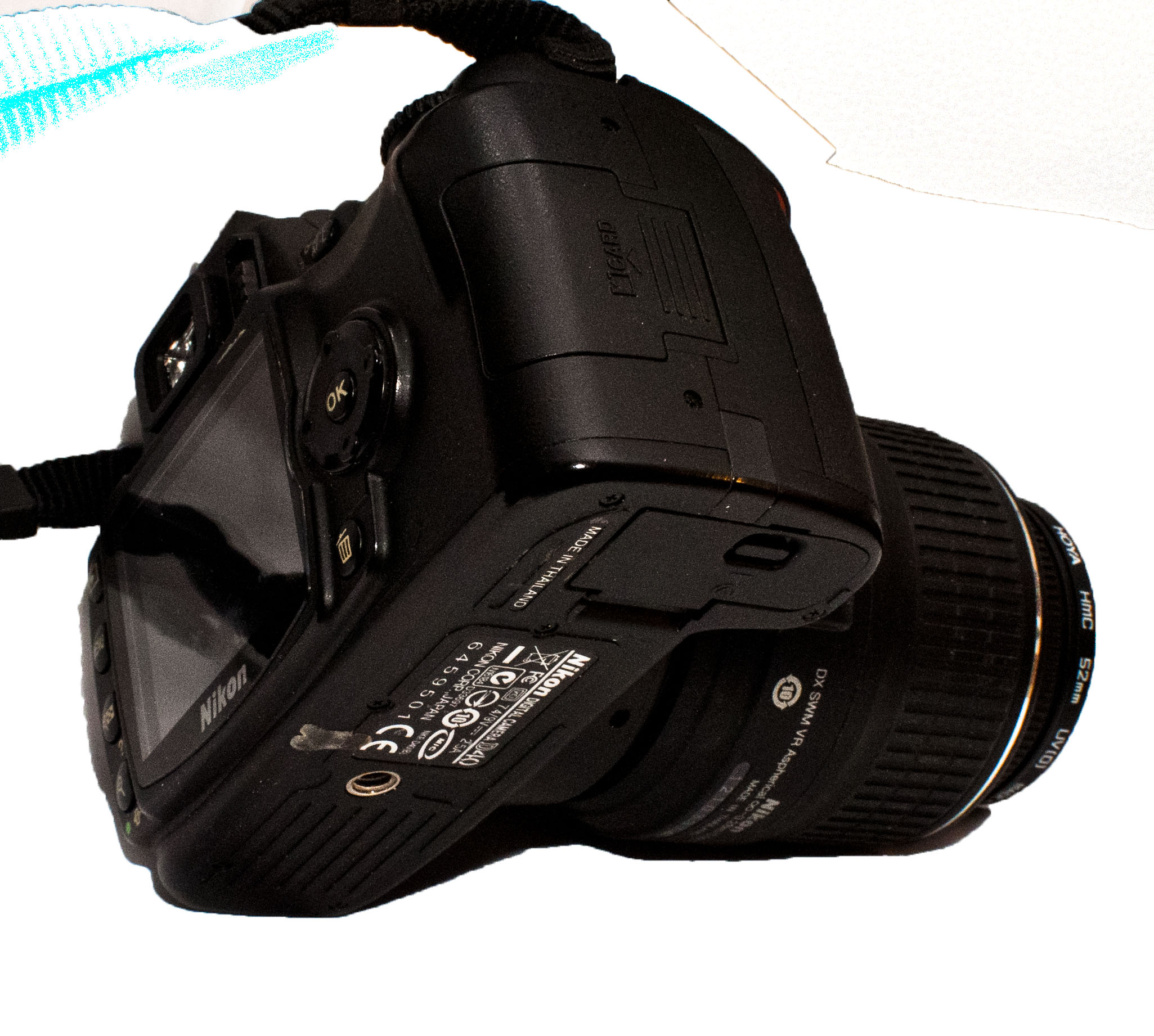
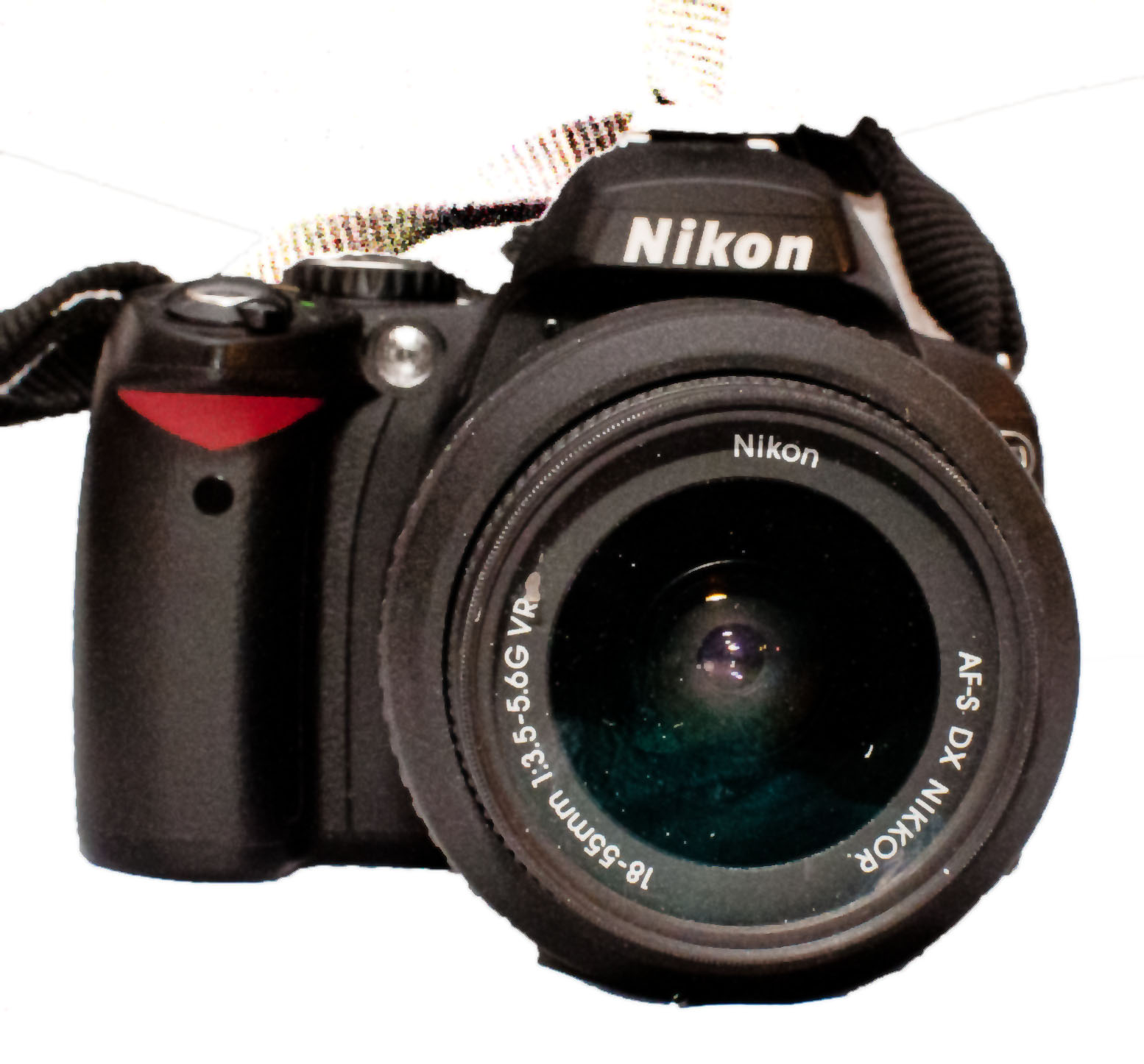
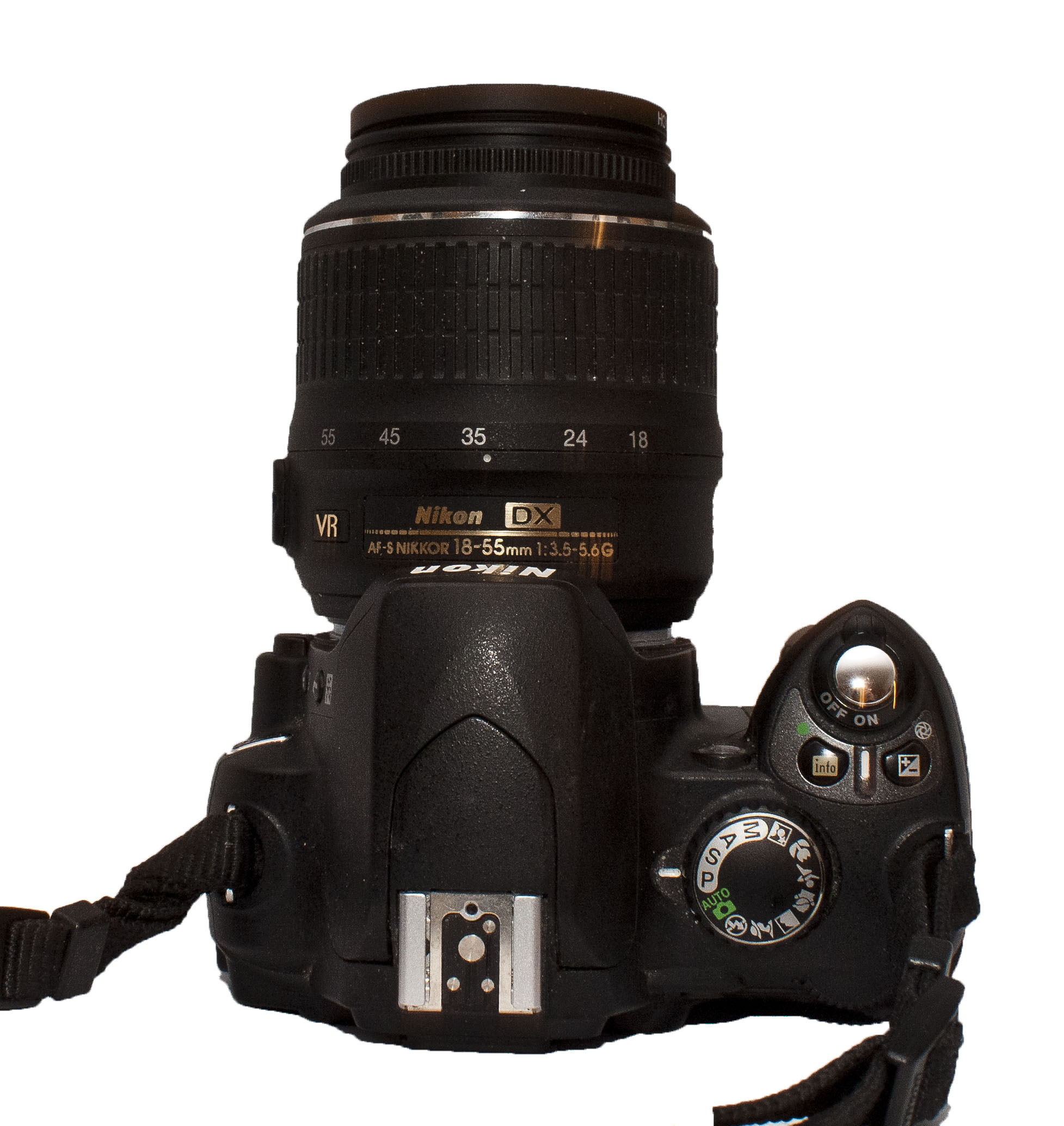